# 江幡睦
江幡 睦（えばた むつき、1991年1月10日 - ）は、日本の男性キックボクサー。茨城県土浦市出身。伊原道場所属。第5代新日本キックボクシング協会フライ級王者。WKBA世界バンタム級王者。
一卵性双生児の弟・江幡塁もキックボクサー。

## 来歴
小学4年で極真空手を始め、13歳からはキックボクシングを始めた。
2007年9月16日、新日本キックボクシング協会「TITANS NEOS II」で弟・塁と共にプロデビュー。
2008年3月2日、K-1トライアウト2008を受験し、弟・塁と共に合格を果たした。
2008年8月29日、K-1甲子園 KING OF UNDER 18 〜FINAL16〜のオープニングファイト・K-1 WORLD YOUTHスペシャルマッチで秋元皓貴と対戦し、0-3の判定負けを喫した。
2010年3月7日、新日本キックボクシング協会・日本フライ級タイトルマッチで王者の越川大樹に挑戦し、3-0の判定勝ち。19歳で王座を獲得した。
2010年12月30日、戦極 Soul of Fightで藤原あらしと対戦し、0-3の判定負けを喫した。
2011年7月24日、新日本キックボクシング協会「MAGNUM 26」の日本フライ級タイトルマッチで元王者越川大樹と再戦し、開始早々右ストレートでダウンを奪い、再開後も攻め続けKO勝ちを収め、王座の初防衛に成功した。
2012年7月22日、新日本キックボクシング協会「MAGNUM 29」で藤原あらしと再戦し、KO勝ちを収めリベンジに成功した。
2013年3月10日、新日本キックボクシング協会「MAGNUM 31」でラジャダムナンスタジアム認定バンタム級王者マーナサック・ピンシンチャイに挑戦し、2Rに右の縦ヒジでマーナサックの頭部をカットして流血に追い込むも、0-3（48-49、48-49、47-49）の判定で敗れた。
2013年9月16日、新日本キックボクシング協会「TITANS NEOS XVI」で行われたラジャダムナンスタジアム認定バンタム級王座決定戦でラジャダムナンスタジアム認定バンタム級3位のフォンペート・チューワッタナと対戦し、序盤はパンチで試合を優勢に進めるも、4R以降に首相撲と前蹴りで挽回され、1-2の判定負け（47-49、48-49、48-47）を喫した。
2014年9月13日、新日本キックボクシング協会「TITANS NEOS XVI」で現役ラジャダムナンスタジアム認定バンタム級王者フォンペート・チューワッタナと54.0kg契約のノンタイトル戦で対戦し、5R判定勝ち（50-48、50-47、49-48）を収めた。
2015年3月15日、新日本キックボクシング協会「MAGNUM 37」でラジャダムナンスタジアム認定バンタム級王者フォンペート・チューワッタナに挑戦し、0-3（48-49×3）の判定で敗れた。
2016年7月27日、タイのラジャダムナンスタジアムに初出場し、チョラターン・ギョットプーンポンにKO勝ちを収めた。
2019年7月7日、新日本キックボクシング協会「MAGNUM 50」でMAX MUAYTHAI 55kg級王者トーン・ハーブタイジョンジムと対戦し、1Rに3度ダウンを奪いKO勝ちを収めた。
2019年10月20日、新日本キックボクシング協会「MAGNUM 51」でラジャダムナンスタジアム認定バンタム級王者サオトー・シットシェフブンタムに挑戦し、善戦するもあと一歩及ばず0-0（48-48×3）の引き分け判定で、王座獲得はならなかった。
2020年8月9日、RIZIN.24で良星と対戦し、1Rに2度のダウンを奪い3-0の判定勝ちを収めた。
2021年7月18日、RISE WORLD SERIES 2021 OSAKAで行われたRISE DEAD OR ALIVE 2021 -53kgトーナメントに出場。一回戦で風音と対戦し、延長にもつれ込む接戦の末、1-2の判定負けを喫した。

## 戦績

### プロキックボクシング
| キックボクシング 戦績 | キックボクシング 戦績 | キックボクシング 戦績 | キックボクシング 戦績 | キックボクシング 戦績 | キックボクシング 戦績 | キックボクシング 戦績 |
| --------------------- | --------------------- | --------------------- | --------------------- | --------------------- | --------------------- | --------------------- |
| 49 試合               | (T)KO                 | 判定                  | その他                | 引き分け              | 無効試合              |                       |
| 39 勝                 | 27                    | 12                    | 0                     | 3                     | 0                     |                       |
| 7 敗                  | 0                     | 7                     | 0                     | 3                     | 0                     |                       |

| 勝敗 | 対戦相手                                    | 試合結果                                         | 大会名                                                                                             | 開催年月日     |
| ○    | 璃明武                                      | 3R+延長1R終了 判定2-1                            | THE MATCH 2022                                                                                     | 2022年6月19日  |
| ×    | 鈴木真彦                                    | 3分3R終了判定0-3                                 | RISE ELRUDRADO 2022                                                                                | 2022年4月2日   |
| ×    | 風音                                        | 3R+延長1R終了 判定1-2                            | RISE WORLD SERIES 2021 OSAKA 【RISE DEAD OR ALIVE 2021 -53kgトーナメント一回戦】                   | 2021年7月18日  |
| ○    | 良星                                        | 3分3R終了 判定3-0                                | RIZIN.24                                                                                           | 2020年9月27日  |
| △    | サオトー・シットシェフブンタム              | 5R終了 判定0-0                                   | 新日本キックボクシング協会「MAGNUM 51」 【ラジャダムナンスタジアム認定バンタム級タイトルマッチ】   | 2019年10月20日 |
| ○    | トーン・ハーブタイジョンジム                | 1R 2:41 KO（3ノックダウン）                      | 新日本キックボクシング協会「MAGNUM 50」                                                            | 2019年7月7日   |
| ○    | グン・ハーブタイジョン                      | 2R 2:33 TKO（左ボディブロー）                    | 新日本キックボクシング協会「TITANS NEOS 25」                                                       | 2019年4月14日  |
| ×    | チューワッタナ                              | 5R終了 判定                                      | ラジャダムナンスタジアム                                                                           | 2019年1月23日  |
| ○    | アーリー・ロー・ペットポートーン            | 2R 1:35 TKO（右ローキック）                      | 新日本キックボクシング協会「TITANS NEOS 24」                                                       | 2018年9月2日   |
| ○    | ペットヤソー・ダープランサーラカム          | 5R終了 判定3-0                                   | 新日本キックボクシング協会「MAGNUM 47」                                                            | 2018年7月8日   |
| △    | サントス                                    | 5R終了 判定                                      | ラジャダムナンスタジアム                                                                           | 2018年5月31日  |
| ○    | ニンモンコン・ペットプームムエタイ          | 1R 1:26 TKO（タオル投入）                        | 新日本キックボクシング協会「MAGNUM 46」                                                            | 2018年3月11日  |
| ○    | トートー・ペットプームムエタイ              | 1R 2:30 KO（右ストレート）                       | 新日本キックボクシング協会「SOUL IN THE RING 15」                                                  | 2017年12月10日 |
| ○    | マフアンレック・チョー・ノー・パタルン      | 2R 2:25 TKO（左アッパー）                        | 新日本キックボクシング協会「TITANS NEOS 22」 【WKBA世界バンタム級タイトルマッチ】                  | 2017年9月17日  |
| ○    | アヌチット・タムスアムエタイジム            | 3R 1:24 TKO（ボディブロー）                      | 新日本キックボクシング協会「TITANS NEOS 21」                                                       | 2017年4月16日  |
| ○    | クルンシン・ペップームムエタイ              | 2R 2:43 TKO（左ボディブロー）                    | 新日本キックボクシング協会「SOUL IN THE RING XIV」                                                 | 2016年12月11日 |
| ○    | ホントーンレック・チョー.ファープリアンシー | 5R終了 判定3-0                                   | 新日本キックボクシング協会「TITANS NEOS 20」                                                       | 2016年9月18日  |
| ○    | チョラターン・ギョットプーンポン            | 3R TKO                                           | ラジャダムナンスタジアム                                                                           | 2016年7月27日  |
| ○    | フォンペート・チューワッタナ                | 5R終了 判定2-1                                   | 新日本キックボクシング協会「TITANS NEOS XIX」                                                      | 2016年4月17日  |
| ○    | ルークタオ・モー.タマチャート               | 2R 3:02 KO（左ボディブロー）                     | 新日本キックボクシング協会「SOUL IN THE RING 13」                                                  | 2015年12月13日 |
| ○    | モンコンチャイ・ソー.ミージャン             | 1R 1:53 KO（左フック）                           | 新日本キックボクシング協会「TITANS NEOS XVIII」 【WKBA世界バンタム級王座決定戦】                   | 2015年9月20日  |
| ×    | フォンペート・チューワッタナ                | 5R終了 判定0-3                                   | 新日本キックボクシング協会「MAGNUM 37」 【ラジャダムナンスタジアム認定バンタム級タイトルマッチ】   | 2015年3月15日  |
| ○    | チャーンサックノーイ・サックルンルアン      | 1R 1:58 KO（右ミドルキック）                     | 新日本キックボクシング協会「Soul in the RingXII」                                                  | 2014年12月14日 |
| ○    | フォンペート・チュワッタナ                  | 5R終了 判定3-0                                   | 新日本キックボクシング協会「TITANS NEOS XVI」                                                      | 2014年9月13日  |
| ○    | チャナエーク・ソー.マンタナーサーンチャイ   | 1R 1:36 TKO（左フック）                          | 新日本キックボクシング協会「TITANS NEOS 15」 【WKBA世界バンタム級王座決定戦】                      | 2014年4月20日  |
| ○    | ワンチャイ・シットサイトーン                | 2R 1:37 TKO（ボディブロー）                      | 新日本キックボクシング協会「SOUL IN THE RING Ⅵ」                                                   | 2013年12月8日  |
| ×    | フォンペート・チューワッタナ                | 5R終了 判定1-2                                   | 新日本キックボクシング協会「TITANS NEOS XIV」 【ラジャダムナンスタジアム認定バンタム級王座決定戦】 | 2013年9月16日  |
| ○    | エークタワン・モー.クルンテープトンブリー   | 2R 1:15 KO（パンチ連打）                         | 新日本キックボクシング協会「MAGNUM 32」                                                            | 2013年7月21日  |
| ×    | マーナサック・ピンシンチャイ                | 5R終了 判定0-3                                   | 新日本キックボクシング協会「MAGNUM 31」 【ラジャダムナンスタジアム認定バンタム級タイトルマッチ】   | 2013年3月10日  |
| ○    | キム・サンチェ                              | 3R終了 判定5-0                                   | DREAM.18 & GLORY 4                                                                                 | 2012年12月31日 |
| ○    | ジョムペット・チューワッタナ                | 1R 2:21 TKO                                      | 新日本キックボクシング協会「TITANS NEOS 12」                                                       | 2012年9月15日  |
| ○    | 藤原あらし                                  | 1R 2:36 KO（3ノックダウン）                      | 新日本キックボクシング協会「MAGNUM 29」                                                            | 2012年7月22日  |
| ○    | ソムタムイサーン・エスジム                  | 3R 2:55 TKO                                      | 新日本キックボクシング協会「TITANS NEOS 11」                                                       | 2012年4月22日  |
| ○    | タハーンエーク･パラドンジム                 | 2R 2:50 KO                                       | 新日本キックボクシング協会「SOUL IN THE RING Ⅸ」                                                   | 2011年12月17日 |
| ○    | 高橋拓也                                    | 1R 2:24 TKO（レフェリーストップ:肘連打）         | 新日本キックボクシング協会「TITANS NEOS X」                                                        | 2011年9月4日   |
| ○    | 越川大樹                                    | 1R 1:10 KO（右ストレート）                       | 新日本キックボクシング協会「MAGNUM 26」 【日本フライ級タイトルマッチ】                             | 2011年7月24日  |
| ○    | 松崎公則                                    | 1R 0:49 TKO（ドクターストップ:右肘によるカット） | 新日本キックボクシング協会「TITANS NEOS IX」                                                       | 2011年4月17日  |
| ×    | 藤原あらし                                  | 5R終了 判定0-3                                   | 戦極 Soul of Fight                                                                                 | 2010年12月30日 |
| ○    | がってん古川                                | 1R 2:08 TKO（ドクターストップ：カット）          | 新日本キックボクシング協会「MAGNUM 24」                                                            | 2010年10月24日 |
| ○    | フォンペート・チューワッタナ                | 3R終了 判定3-0                                   | 新日本キックボクシング協会「MAGNUM 23」                                                            | 2010年7月25日  |
| ○    | 越川大樹                                    | 5R終了 判定3-0                                   | 新日本キックボクシング協会「MAGNUM 22」 【日本フライ級タイトルマッチ】                             | 2010年3月7日   |
| ○    | アトム崇貴                                  | 3R終了 判定3-0                                   | 新日本キックボクシング協会「MAGNUM 21」                                                            | 2009年10月25日 |
| ○    | ルクトン                                    | 1R 0:26 KO                                       | 新日本キックボクシング協会「MAGNUM 20」                                                            | 2009年7月12日  |
| ○    | 大濱春哉                                    | 2R 1:05 KO                                       | 新日本キックボクシング協会「スーパーキック」                                                       | 2009年4月5日   |
| ○    | 七星達也                                    | 2R終了 判定3-0                                   | 新日本キックボクシング協会「MAGNUM 19」                                                            | 2009年3月8日   |
| ○    | 薄井将徳                                    | 1R 0:55 KO                                       | 新日本キックボクシング協会「SOUL IN THE RING VI」                                                  | 2008年12月14日 |
| △    | 古岡大八                                    | 2R終了 判定1-0                                   | 新日本キックボクシング協会「MAGNUM 17」                                                            | 2008年7月13日  |
| ○    | 上羽優希                                    | 2R終了 判定3-0                                   | 新日本キックボクシング協会「MAGNUM 16」                                                            | 2008年3月9日   |
| ○    | 井原将光                                    | 1R 1:21 KO（右ストレート）                       | 新日本キックボクシング協会「TITANS NEOS II」                                                       | 2007年9月16日  |

### アマチュアキックボクシング
| 勝敗 | 対戦相手 | 試合結果       | 大会名                                                                     | 開催年月日    |
| ×    | 秋元皓貴 | 3R終了 判定0-3 | K-1甲子園 KING OF UNDER 18 〜FINAL16〜 【K-1 WORLD YOUTHスペシャルマッチ】 | 2008年8月29日 |

## 獲得タイトル
- 第5代新日本キックボクシング協会フライ級王座
- WKBA世界バンタム級級王座